# L'alveare di Hellstrom
L'alveare di Hellstrom (Hellstrom's Hive) è un romanzo di fantascienza dello scrittore statunitense Frank Herbert, pubblicato per la prima volta nel 1973 con il titolo  Project 40.
In Italia il romanzo è stato anche pubblicato con il titolo Progetto 40.
La storia immagina l'esistenza di un insediamento sotterraneo di persone che vivono organizzate come in una colonia di insetti; grazie a varie selezioni artificiali, gli individui si sono specializzati in specifici compiti. Proprio come negli alveari il singolo individuo è sacrificabile a vantaggio della collettività. L'autore evidenzia i rischi di una società utopica, apparentemente riuscita ma che risulta socialmente e umanamente terrificante.

## Storia editoriale
L'opera è stata pubblicata per la prima volta, divisa in tre puntate, sulla rivista Galaxy Science Fiction tra il novembre del 1972 e il marzo del 1973 con il titolo Project 40. Il romanzo è stato ripubblicato in edizione rilegata nel novembre del 1973 con il titolo modificato in Hellstrom's Hive.
L'autore, per il romanzo, si è liberamente ispirato, per parte dei temi trattati e per il titolo, al docu-drama del 1971 La cronaca di Hellstrom (The Hellstrom Chronicle).
L'opera, nel 1978, ha vinto il Prix Apollo per il miglior romanzo di fantascienza pubblicato in Francia nel 1977.

## Trama
(Frank Herbert, Progetto 40)
Il dottor Nils Hellstrom è un entomologo e regista di documentari naturalistici di successo con legami politici ad alto livello. Vive in una fattoria nell'Oregon rurale insieme al suo staff dove produce i suoi documentari. Le sue attività attirano l'attenzione di un'organizzazione governativa segreta quando vengono scoperti documenti che alludono a esperimenti scientifici che potrebbero essere propedeutici alla realizzazione di una nuova arma.
I sospetti sulla fattoria si acuiscono quando un primo agente, inviato sul posto sotto copertura, sparisce. Altri agenti giunti sul posto successivamente fanno la stessa fine. Un terzo gruppo, stavolta più cospicuo, si reca alla fattoria e inizia ad indagare. Si scopre che la fattoria è situata sopra un vasto sistema di tunnel e grotte, che ospita una società sotterranea di circa 50.000 individui, specializzati in vari compiti, come in un alveare. La specializzazione è stata ottenuta nel corso di trecento anni grazie alla selezione genetica, all'utilizzo di feromoni e a una dieta particolare che ha prolungato la vita dei membri dell'alveare. Lo stesso Hellstrom, a capo della colonia, ha più di 100 anni. Altri agenti vengono eliminati e la conflittualità tra l'Agenzia e altre organizzazioni governative, nonché l'appoggio politico di Hellstrom e l'infiltrazione di spie dell'alveare nelle forze dell'ordine locale, non favoriscono le indagini.
La situazione precipita quando uno degli agenti, non ancora ucciso e tenuto prigioniero nelle grotte, riesce a fuggire seminando la morte. Hellstrom e diversi membri direttivi della colonia devono fronteggiare il pericolo interno e contemporaneamente sviare le indagini; tutto questo sotto la minaccia di una sciamazione di parte dell'alveare che, avendo raggiunto una densità abitativa critica, è pronta a disperdersi con rischio per l'incolumità e la segretezza del progetto. Alla fine, l'arma dell'alveare è pronta; la minaccia di utilizzarla estinguendo l'umanità con essa, mette l'alveare di Hellstrom al sicuro, libero di continuare i propri progetti eugenetici per una futura sostituzione dell'Uomo con una nuova razza umana, socialmente simile agli insetti.

## Edizioni
- (EN) Frank Herbert, Project 40 1/3, in Galaxy Science Fiction, anno XXIII numero 3, New York, UPD Publishing Corporation, novembre 1972.
- (EN) [Frank Herbert, Project 40 2/3, in Galaxy Science Fiction, anno XXIII numero 4, New York, UPD Publishing Corporation, gennaio 1973.
- (EN) Frank Herbert, Project 40 Hive 3/3, in Galaxy Science Fiction, anno XXIII numero 5, New York, UPD Publishing Corporation, marzo 1973.
- (EN) Frank Herbert, Hellstrom's Hive, Garden City (New York), Nelson Doubleday/SFBC, novembre 1973.
- (DE) Frank Herbert, Hellstroms Brut, traduzione di Walter Brumm, Heyne Science Fiction & Fantasy, n. 3536, Monaco di Baviera, Heyne, 1977, ISBN 978-3-453-30429-1.
- (FR) Frank Herbert, La ruche d'Hellstrom, traduzione di Robert Latour, Super + Fiction, n. 2, Parigi, Albin Michel, 3 ottobre 1977, ISBN 978-2-226-00466-6.
- (NL) Frank Herbert, Gonzende nachtmerrie, traduzione di Marjan J. J. Oleff, Luitingh SF, Amsterdam, Luitingh, 1978, ISBN 978-90-245-0529-6.
- Frank Herbert, L'alveare di Hellstrom, traduzione di Roberta Rambelli, SF Narrativa d'Anticipazione, n. 34, Milano, Editrice Nord, febbraio 1983.
- Frank Herbert, Progetto 40, traduzione di Roberta Rambelli, Cosmo. Collana di Fantascienza, n. 331, Milano, Editrice Nord, Maggio 2004, ISBN 8842912581.